# Igor Mijatović
Igor Mijatović est un footballeur suisse d'origine serbe né le 21 novembre 1992 à Genève. Il évolue au poste d'attaquant au GC Biaschesi.

## Palmarès

### En équipe nationale
- Suisse -17
  - Vainqueur de la Coupe du monde des moins de 17 ans en 2009